# A titokzatos kés
A titokzatos kés (The Subtle Knife) Philip Pullman brit író Az Úr sötét anyagai trilógiájának második része. Magyarországon először 2002-ben jelent meg.
A könyvben Aranyszájú Lyra kalandja onnan folytatódik, hogy átlépett egy másik világba az északi fényen keresztül. Will Parry a „mi” világunkból csatlakozik Lyrához, és együtt keresik Will édesapját.
A könyv a mellékszereplőkre is összpontosít, mint például Lord Asriel háborúja a Magisztérium ellen. Így nemcsak Lyra és Will útját, hanem Lee Scoresby és Serafina Pekkala útját is követhetjük.

## Cselekmény
A titokzatos kés kezdetben Will Parry történetét követi, egy tizenkét éves fiúét, aki két idegen ember elől menekül, mert az idegenek a fiú elveszett kutató-apja által írt leveleket keresik, amik anyja tárcájában vannak. A fiú a zongoratanárnőjénél hagyja anyját és visszatér házukba, ahol megtalálja a két idegent, és véletlenül megöli az egyiket. Félelmétől tartva, hogy gyilkos lett, kénytelen elhagyni a házat. Az úton meglát egy macskát, aki az út közepén csak úgy eltűnik, így Will utánamegy, és egy másik világba érkezik.
Cittagàzze városában tálalja magát, egy másik világban lévő városban, kinek lakói felfedezték az utat más világokba, de hanyagul használták a technológiát, ezért lélek-szívó Fantomok özönlötték el ezt a világot. Itt Will találkozik Aranyszájú Lyrával, aki ugyanide érkezett az aurorán keresztül az Északi fény c. könyvben.
Csapatot alkotnak, visszautaznak Will világába, ahol Lyra még többet szeretne megfejteni a Por természetéről az Oxfordi Egyetemen Dr. Mary Malonetól. Eközben Will számára világossá válik, hogy apja azért tűnt el, mert ő is felfedezett egy átjárót a két világ között Alaszkában. Lyrát és Willt rendőrök igazoltatják. Lyra megpróbálja tagadni a vádakat, de véletlenül felfedi azokat, ezért a rendőrök őrizetbe veszik. Hála Dr. Malone gyors gondolkodásának, sikerül megszöknie.
A nyomorgó Lyrát „megmenti” Sir Charles Lastrom, aki visszakíséri Lyrát a portál közelébe. Amikor Lyra visszatér Cittagàzze városába, észreveszi, hogy Latrom ellopta az aletiométert. Willel Latrom házába indulnak.
Sir Charles tagadja a vádat, hogy ő lopta el az aletiométert, szerinte az az ő tulajdona. De visszaszolgáltatja nekik, ha ők elhoznak egy kést Cittagàzzéból, amit ő nem tudna megtenni a Fantomok miatt.
Visszatérnek Cittaggàzze világába és megkeresik azt az embert, aki át tud vágni más világokon, és bejutni oda. Megtudják, hogy tőle ellopta egy kölyök, de ő nem tudja használni. Harcban Will elveszti két ujját, de megszerzik a kést. A csavargó kifut a toronyból, de Fantomok veszik körbe és kiszívják a lelkét. Az előző hordozó, Giocomo Paradisi megtanítja Willnek, hogyan használja a kést, majd elállítja a vérzését. Figyelmezteti őket, hogy ne adják oda Latromnak. Will és Lyra a Titokzatos Kés segítségével Latrom házába jutnak, ahol Lyra anyja, Mrs. Coulter is tartózkodik. Lyra felismeri Latrom igazi énjét, ő Lord Boreal Lyra világából. Sikeresen visszalopják az aletiométert és visszatérnek Cittagàzzéba.
A tolvajt, aki a kést ellopta Giocomótól, a Fantomok megölték. A tolvaj öccse és húga valamint néhány gyerek bosszút esküsznek Lyra és Will ellen; őket menti meg Serafina Pekkala és a táborukhoz viszi őket, ahol a boszorkányok is megpróbálják begyógyítani Will sebét, amit a kés okozott, de az nem sikerül. Will a vérveszteség miatt egyre gyengébb lesz.
Eközben Lee Scoresby azon van, hogy nyomára akadjon Stanislaus Grummannek. Scoresby hiszi, hogy Grumann felfedi Asriel terveit és segít Lyrának. A hosszú út végén Lee találkozik Stanislausszal, aki megkéri, vigye az aurorán át Cittagazzéba, ezért Grumman elmeséli a Kés hordozójának történetét. Lee meghal, hisz azon van, hogy Grummant megvédje a Magisztériumtól. Mielőtt meghalna, hívja Serafinát, hogy segítsen.
Mrs. Coulter és csapata elfog egy boszorkányt és kifaggatja. A boszorkány természetesen elmondja a mesét a gyermekről, miszerint ő lesz a következő Éva. Mrs. Coulter haderőt gyűjt és a Fantomok is csatlakoznak hozzá.
Will, a még mindig vérző kezével találkozik Stanislaus Grummannel, aki meggyógyítja a kezét és elmondja, hogy a kést el kell vinnie Lord Asrielhez, aki ki akarja hívni a Fensőbbséget. Aztán egy boszorkány megöli, mert a boszorkány szerette Stanislaust, de Grumman a boszorkányt nem. Kiderül, hogy Stanislaus egyben John Parry, Will édesapja. Willért két angyal jön el, hogy elvigyék a fiút Asrielhez. Lyra eltűnik, de az aletiométert nem kaparintják meg.

## A késről
- Carlo, mondja meg, miért üldözi azt a fiút - suttogta Mrs. Coulter, és hangja éppoly lágyan simogatott, mint a kígyót a majom. - Miért kell megkeresnie?

- Mert van nála valami, ami nekem kell. Ó, Marisa…

- Mi az a valami, Carlo? Mi van annál a fiúnál?

- Egy kés… A cittagazzei titokzatos kés. Nem hallotta hírét, Marisa? Némelyek teleutaia makhaira néven nevezik, minden kések utolsójának. Mások Æshættrnek…

- És mit művel a kés, Carlo? Miért annyira különleges?

- Ah… Az a kés bármit elvág… Még az alkotói sem tudták, mire képes… Semmi, senki, sem anyag, sem szellem, angyal vagy levegő - semmi sem sebezhetetlen a titokzatos kés számára.
- A kés… - folytatta egy perc elteltével. - Maguk sem tudták, mit alkotnak azok a régi filozófusok. Feltaláltak egy eszközt, amely az anyag legparányibb részecskéit is felhasítja, és gyermeteg játékokra használták. Fogalmuk sem volt róla, hogy megalkották az egyetlen fegyvert a világegyetemben, amely legyőzheti a zsarnokot. A Fennsőbbséget. Istent. A lázadó angyalok elbuktak, mert nem volt olyasmi a kezükben, mint a kés.

## Magyarul
- A titokzatos kés; ford. Borbás Mária; Magyar Könyvklub, Bp., 2002